# Campeonato Brasileiro Série B 2015
Il Campeonato Brasileiro Série B 2015 (in italiano Campionato Brasiliano Serie B 2015) è stata la 34ª edizione del secondo livello del campionato brasiliano di calcio.

## Formula
Girone all'italiana con partite di andata e ritorno. Sono promosse in Série A le prime quattro squadre classificate, mentre sono retrocesse in Série C le ultime quattro classificate.

In caso di arrivo a pari punti tra due o più squadre, per determinarne l'ordine in classifica sono utilizzati, nell'ordine, i seguenti criteri:
1. Maggior numero di vittorie;
2. Miglior differenza reti;
3. Maggior numero di gol segnati;
4. Confronto diretto (solo nel caso di arrivo a pari punti di due squadre);
5. Minor numero di espulsioni;
6. Minor numero di ammonizioni;
7. Sorteggio.

## Partecipanti
| Squadra         | Città              | Stato               | Stagione 2015        |
| --------------- | ------------------ | ------------------- | -------------------- |
| ABC             | Natal              | Rio Grande do Norte | 14º posto            |
| Bahia           | Salvador (Brasile) | Bahia               | 18º posto in Série A |
| Criciúma        | Criciúma           | Santa Catarina      | 20º posto in Série A |
| América-MG      | Belo Horizonte     | Minas Gerais        | 5º posto             |
| Atl. Goianiense | Goiânia            | Goiás               | 7º posto             |
| Boa Esporte     | Varginha           | Minas Gerais        | 6º posto             |
| Bragantino      | Bragança Paulista  | San Paolo           | 16º posto            |
| Ceará           | Fortaleza          | Ceará               | 8º posto             |
| CRB             | Maceió             | Alagoas             | 4º posto in Série C  |
| Botafogo        | Rio de Janeiro     | Rio de Janeiro      | 19º posto in Série A |
| Luverdense      | Lucas do Rio Verde | Mato Grosso         | 12º posto            |
| Macaé           | Macaé              | Rio de Janeiro      | 1º posto in Série C  |
| Mogi Mirim      | Mogi Mirim         | San Paolo           | 3º posto in Série C  |
| Náutico         | Recife             | Pernambuco          | 13º posto            |
| Oeste           | Itápolis           | San Paolo           | 15º posto            |
| Paraná          | Curitiba           | Paraná              | 11º posto            |
| Paysandu        | Belém              | Pará                | 2º posto in Série C  |
| Sampaio Corrêa  | São Luís           | Bahia               | 10º posto            |
| Santa Cruz      | Recife             | Pernambuco          | 9º posto             |
| Vitória         | Salvador (Brasile) | Bahia               | 17º posto in Série A |

## Classifica finale
|  | Pos. | Squadra         | Pt | G  | V  | N  | P  | GF | GS | DR  |
|  | ---- | --------------- | -- | -- | -- | -- | -- | -- | -- | --- |
|  | 1.   | Botafogo        | 72 | 38 | 21 | 9  | 8  | 60 | 30 | +30 |
|  | 2.   | Santa Cruz      | 67 | 38 | 20 | 7  | 11 | 63 | 43 | +20 |
|  | 3.   | Vitória         | 66 | 38 | 19 | 9  | 10 | 58 | 40 | +18 |
|  | 4.   | América-MG      | 65 | 38 | 19 | 8  | 11 | 54 | 39 | +15 |
|  | 5.   | Náutico         | 63 | 38 | 18 | 9  | 12 | 51 | 42 | +9  |
|  | 6.   | Bragantino      | 60 | 38 | 19 | 3  | 16 | 56 | 56 | 0   |
|  | 7.   | Paysandu        | 60 | 38 | 17 | 9  | 12 | 49 | 40 | +9  |
|  | 8.   | Sampaio Corrêa  | 58 | 38 | 15 | 13 | 10 | 52 | 42 | +10 |
|  | 9.   | Bahia           | 58 | 38 | 15 | 13 | 10 | 48 | 41 | +7  |
|  | 10.  | Luverdense      | 54 | 38 | 15 | 9  | 14 | 47 | 40 | +7  |
|  | 11.  | CRB             | 54 | 38 | 15 | 9  | 14 | 47 | 45 | +2  |
|  | 12.  | Criciúma        | 49 | 38 | 12 | 13 | 13 | 36 | 41 | -5  |
|  | 13.  | Paraná          | 47 | 38 | 12 | 11 | 15 | 39 | 43 | -4  |
|  | 14.  | Atl. Goianiense | 46 | 38 | 11 | 13 | 14 | 36 | 46 | -10 |
|  | 15.  | Ceará           | 45 | 38 | 12 | 9  | 17 | 42 | 50 | -8  |
|  | 16.  | Oeste           | 44 | 38 | 10 | 14 | 14 | 37 | 45 | -8  |
|  | 17.  | Macaé           | 43 | 38 | 10 | 13 | 15 | 46 | 54 | -8  |
|  | 18.  | ABC             | 32 | 38 | 6  | 14 | 18 | 41 | 64 | -23 |
|  | 19.  | Boa Esporte     | 31 | 38 | 7  | 10 | 21 | 34 | 55 | -21 |
|  | 20.  | Mogi Mirim      | 23 | 38 | 4  | 11 | 23 | 32 | 71 | -39 |

Legenda:

      Promosse in Série A 2016
      Retrocesse in Série C 2016
Note:

Tre punti a vittoria, uno a pareggio, zero a sconfitta.